# Pánico de 1837

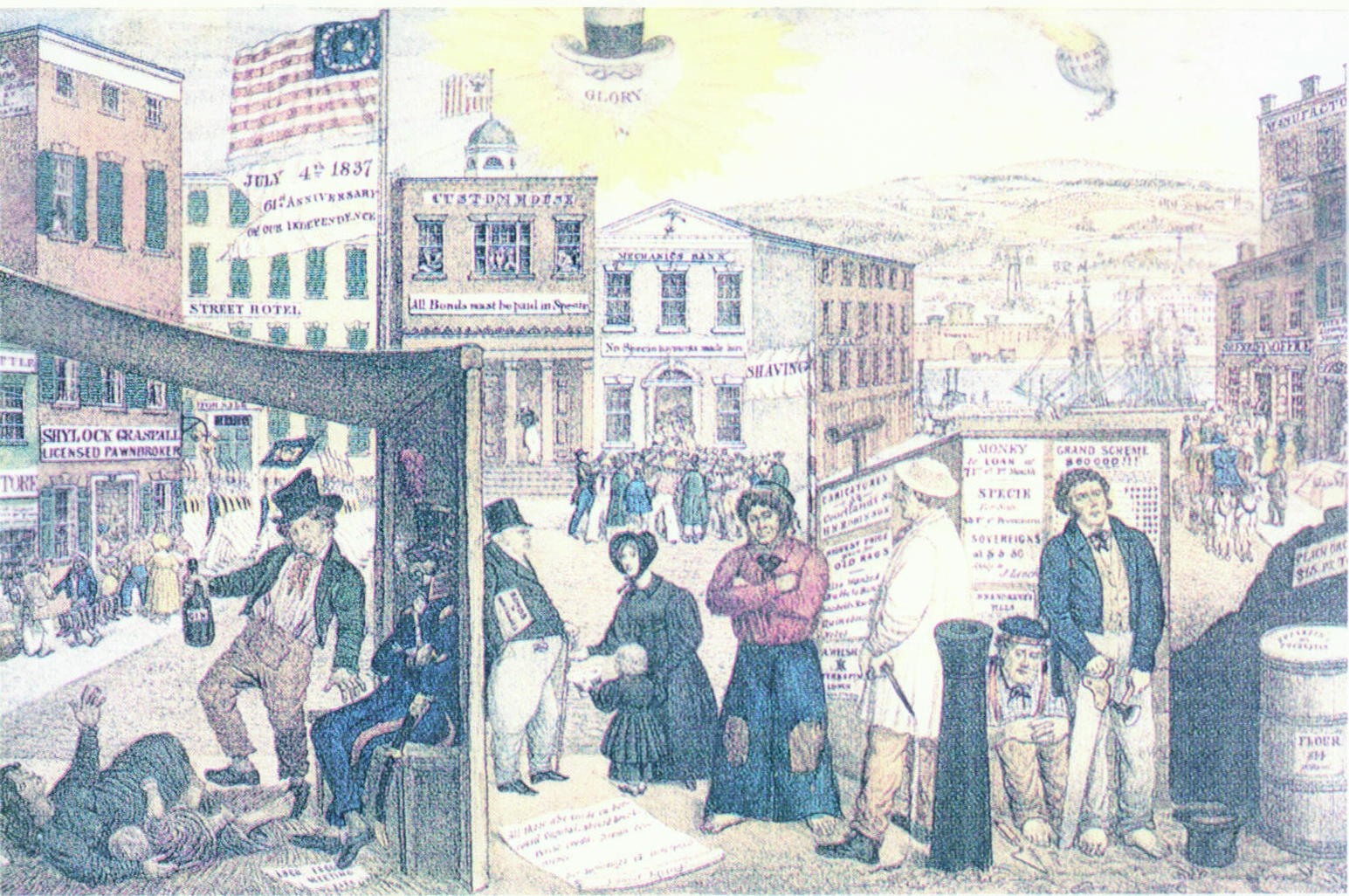
Cartel creado por el partido Whig, en el que se culpa a Martin Van Buren por la crisis existente (1840).

El Pánico de 1837 es el nombre con el que se conoce a una ola de pánico económico ocurrido en Estados Unidos, y que nació a raíz de una fiebre especulativa. El hecho que desencadenó el caos ocurrió el 10 de mayo de 1837 en Nueva York, cuando todos los bancos dejaron de efectuar sus pagos en especie (monedas de oro y plata). El pánico fue seguido por una crisis económica que duró cinco años, durante la cual los bancos quebraron y se llegó a niveles muy elevados de desempleo.

## Causas
Se dice que las causas del suceso fueron, por una parte, la política del presidente de los Estados Unidos Andrew Jackson, que promulgó una orden ejecutiva sobre los pagos en especie y rehusó renovar los estatutos jurídicos del Second Bank of the United States, lo cual significaba el retiro de los fondos del gobierno de ese banco; y, por otra parte, el Partido Whig culpó a Martin Van Buren, siguiente presidente (desde marzo de 1837, cinco semanas antes del desencadenamiento del pánico), por su negativa a involucrar al Gobierno en la economía. Esta fue una de las dos depresiones económicas más severas de los Estados Unidos, sólo comparable a la Gran Depresión.